# Masanobu Fukuoka
Masanobu Fukuoka (Iyo, prefektura Ehime, otok Shikoku, Japan, 2. veljače 1913. – Kochi, prefektura Kochi, otok Shikoku, Japan, 16. kolovoza 2008.) je bio japanski prirodni poljodjelac i filozof koji je poznat po svom prirodnom poljodjelstvu i ponovnom ozelenjavanju pustinja. Bio je zagovornik zelene filozofije koja naglašava kako poljodjelstvo može biti uspješno bez oranja, bez gnojenja, bez plijevljenja i bez pesticida. Autor je više knjiga koje su objavljene na japanskom i mnogim drugim jezicima. Knjiga "Revolucija jedne slamke" objavljena je na više od 20 jezika i prodana u više od milijun primjeraka. Svojim je naukom utjecao na mnoge i smatra se začetnikom permakulture. Utjecao je na Australce, inženjera šumarstva Billa Mollisona i biologa Davida Holmgrena koji su prvi uveli naziv permakultura. Znatiželjno je promatrao prirodu oko sebe i dolazio do zaključaka na koji način da se sa što manje fizičkog rada, upotrebe mehanizacije ili pesticida dobiju maksimalni poljoprivredni prinosi.
Putovao je mnogo po svijetu kako bi širio zaključke i ideje do kojih je došao na vlastitoj farmi u Japanu. Tako je obišao SAD, Europu, Afriku, Indiju, Tajland, Vijetnam, Filipine, Grčku, Kinu i Afganistan.

## Djela
- 1975. - Revolucija jedne slamke (hrvatsko izdanje 1995., Prirodoslovno društvo Ljekovita biljka)

- 1975. - U harmoniji s prirodom – Teorija i praksa zelene filozofije (hrvatsko izdanje 2015., Omega lan d.o.o.)

- 1984. - Put natrag ka prirodi – ponovna uspostava izgubljenog raja

- 1992. - Ultimatum Božje prirode – rekapitulacija revolucije jedne slamke

- 1996. - Sijanje u pustinji: prirodno poljodjelstvo, globalna restauracija i ultimativna sigurnost hrane